# Gilbert Okulicz-Kozaryn
Gilbert Okulicz-Kozaryn (ur. 9 lutego 1954 w Białymstoku) – polski inżynier i działacz państwowy, prezydent Łomży (1988–1990).

## Życiorys
Po ukończeniu szkoły w Ełku studiował inżynierię na Akademii Rolniczo-Technicznej w Olsztynie, po czym podjął pracę Białostockim Przedsiębiorstwie Budownictwa Przemysłowego (kierował m.in. budową piekarni w Łomży), a następnie w Zakładach Usług Inwestycyjnych WZSM w Łomży. W 1985 został mianowany wiceprezydentem miasta, a w latach 1988–1990 sprawował funkcję prezydenta Łomży, ostatniego w epoce PRL. Obecnie pełni obowiązki wiceprezesa zarządu ds. eksploatacji Miejskiego Przedsiębiorstwa Wodociągów i Kanalizacji w Łomży. Jest wiceprzewodniczącym Krajowego Sądu Dyscyplinarnego Polskiej Izby Inżynierów Budownictwa.
Został odznaczony Srebrnym (2004) i złotym (2022) Krzyżem Zasługi.